# Кофер
Кофер је врста торбе која се најчешће користи за пренос одеће и осталих ствари које су вам неопходне приликом путовања. Једна од главних карактеристика кофера је отварање на половини чиме је омогућено једноставно стављање и вађење ствари.
За неке људе, кофер и његов стил представљају богатство и статус власника. Пртљаг је направљен да заштити предмете током путовања, било од тврдог омотача или од издржљивог меког материјала. Пртљаг често има унутрашње поделе или одељке који помажу у обезбеђивању ствари. Обично поседује ручке да би се олакшало ношење, а неки пртљаг може имати точкове и/или телескопске ручке како би их лакше померали.

## Карактеристике
У почетку су кофери били прављени од вуне и платна. Међутим у новије доба се праве од чвршћих материјала као што су пластика, вештачка влакна, дрва, па и алуминијума. Класични кофер служи првенствено за паковање и заштиту робе и користи се за кратко ношење у руци, односно није погодан за дуже ношење. Новији кофери поред обичног рукохвата често поседују и телескопске рукохвате као и точкиће. Тиме је омогућено да се при ношењу на равним површинама кофер може вући и знатно олакшати преношење. Новији модели кофера најчешће имају точкиће који се покрећу у свим смеровима што значајно олакшава управљање. Као такви врло су мобилни и као такви корисни на аеродромима и пешачењу по улицама са равним и глатким тротоарима.

### Величина кофера
Кофери су генерално подељени на:
- Ручне (кабинскe) кофере (енгл. carry-on) – представљају пртљаг који се можете понети са собом у кабину авиона. Кабински или ручни кофери се најчешће користе за кратка путовања и у пословне сврхе. Овакав тип кофера је најчешћих димензија 55 × 40 × 20  и ограничен je од стране авио компаније на 8  тежине. Различите авио-компаније имају сопствене стандарде за величину ручног пртљага који су јако ригорозни, посебно у случају low-cost авио компанија.
- Кофери који се чекирају (енгл. checked lugagge) - у питању су кофери које предајете авио превознику при путовању авионом и смештају се у труп авиона. Ови кофери су најчешће су већих димензија и подељени су у категорије по висини: средњи (22–24” — 55-63 ), већи (26–28” — 65-70 ) и велики кофери (28–32” — 71-81 ).

### Материјал
По материјалу од којег су израђени, кофери се деле на две групе: меки (енгл. soft shell) и тврди (енгл. hard shell). Под меким материјалима подразумевамо пртљаг израђен од тканина као што су микровлакна, кожа, најлон, ПВЦ или полиестер док код тврдих кофера мислимо на АБС, полипропилен и поликарбонат.

### Точкови
Кофери се данас најчешће израђују са точковима, са два точка (енгл. rollers) или четири (енгл. spinners). Путници најчешће воле четвороточкаше јер се могу окретати за 360° па је са њима лако маневрисати, захтевају мање снаге и можете их гурати поред, испред или иза себе. Код овог типа кофера точкови се обично налазе ван кућишта и већа је вероватноћа да ће се оштетити.
Двоточкаши су бољи за градска путовања јер су точкови увучени и биће више заштићени од механичког хабања. Приликом преласка преко ивичњака или неравних површина, као што су тротоари или калдрма биће дуготрајнији. Са друге стране, они иду само напред и назад и мање су ергономични од кофера са четири точка.

### брава
брава је патентирани систем за закључавање које ваше ствари са једне стране штити од крађе, док истовремено царини омогућава да једноставно обави проверу пртљага захваљујући посебном кључу. TSA брава подразумева и шифру коју једноставно можете подесити или променити у случају да сте је заборавили.

### Трака за кофер / везивање пртљага
Траке за кофер су растегљиви / подесиви каишеви који се користе за додатну заштиту кофера како би услед оштећења рајфешлуса или копчи спречиле његово нежељено отварање. Уз помоћ трака за везивање можете „компресовати“ ваше ствари, односно искористити их да извршите додатни притисак на кофер и ствари ради олакшаног затварања.

### Паметни кофери
Паметни кофер се обично може контролисати путем апликације за паметни телефон и може имати функције као што су GPS, паметно закључавање и роботско аутоматско праћење. У јануару 2017. године, сви главни авио-превозници почели су да приморавају путнике да уклоне батерије које напајају њихове паметне торбе пре него што прођу обезбеђење. „FAA је била веома, веома јасна у својим смерницама авио-превозницима, да литијум-јонске батерије које се налазе у товарном простору представљају неприхватљив ризик“, изјавио је портпарол FAA Грегори Мартин.